# Episodi di Sisters (sesta stagione)
La sesta stagione della serie televisiva Sisters è stata trasmessa in anteprima negli Stati Uniti d'America dalla NBC tra il 23 settembre 1995 e il 4 maggio 1996.
| nº | Titolo originale                   | Titolo italiano | Prima TV USA      | Prima TV Italia |
| -- | ---------------------------------- | --------------- | ----------------- | --------------- |
| 1  | 100                                |                 | 23 settembre 1995 |                 |
| 2  | Out of the Woods                   |                 | 30 settembre 1995 |                 |
| 3  | The Passion of Our Youth           |                 | 7 ottobre 1995    |                 |
| 4  | One Fine Day                       |                 | 21 ottobre 1995   |                 |
| 5  | Deceit                             |                 | 28 ottobre 1995   |                 |
| 6  | For Everything a Season (Part 1)   |                 | 11 novembre 1995  |                 |
| 7  | For Everything a Season (Part 2)   |                 | 11 novembre 1995  |                 |
| 8  | Renaissance Woman                  |                 | 18 novembre 1995  |                 |
| 9  | A Perfectly Reasonable Explanation |                 | 25 novembre 1995  |                 |
| 10 | Sleeping Beauty                    |                 | 2 dicembre 1995   |                 |
| 11 | A Tough Act to Follow              |                 | 9 dicembre 1995   |                 |
| 12 | A Sudden Change of Heart           |                 | 6 gennaio 1996    |                 |
| 13 | The Man That Got Away              |                 | 13 gennaio 1996   |                 |
| 14 | Double, Double, Toil and Trouble   |                 | 20 gennaio 1996   |                 |
| 15 | Impersonators                      |                 | 27 gennaio 1996   |                 |
| 16 | The Best Man                       |                 | 3 febbraio 1996   |                 |
| 17 | A Little Snag                      |                 | 10 febbraio 1996  |                 |
| 18 | Don't Go to Springfield            |                 | 2 marzo 1996      |                 |
| 19 | Where There's Smoke...             |                 | 9 marzo 1996      |                 |
| 20 | Leap Before You Look               |                 | 16 marzo 1996     |                 |
| 21 | Dreamcatcher                       |                 | 23 marzo 1996     |                 |
| 22 | The Price                          |                 | 30 marzo 1996     |                 |
| 23 | Guess Who's Coming to Seder        |                 | 6 aprile 1996     |                 |
| 24 | Nothing Personal                   |                 | 13 aprile 1996    |                 |
| 25 | Housecleaning                      |                 | 20 aprile 1996    |                 |
| 26 | Taking a Gamble                    |                 | 27 aprile 1996    |                 |
| 27 | War and Peace (Part 1)             |                 | 4 maggio 1996     |                 |
| 28 | War and Peace (Part 2)             |                 | 4 maggio 1996     |                 |